# Storstrømbrug
De Storstrømbrug (Deens: Storstrømsbroen) is een brug in Denemarken die sinds 1937 de Deense eilanden Seeland en Falster met elkaar verbindt. Inmiddels is de hoofdverkeersfunctie van de brug vervangen door de nieuwe Farø-bruggen.
Over de brug loopt de Sekundærrute 153. Deze weg loopt van Vordingborg op Sjælland naar Rødbyhavn op Lolland. Daarnaast loopt ook de spoorlijn Ringsted - Rødby Færge over de brug.
In oktober 2011 werden scheuren in de brug vastgesteld, waardoor het spoorwegverkeer enkele weken werd onderbroken. Inmiddels is een rapport gepresenteerd met vijf mogelijke oplossingen. Bij de ingebruikname van de Fehmarnbelttunnel in 2029 zou deze verbinding gereed moeten zijn.
Op 20 juni 2012 werd bekend dat de partijen in het Deense parlement het met elkaar eens waren om de Storstrømbrug te vervangen door een nieuwe brug. De brug die 3,7 miljard kronen gaat kosten, zou in 2021 in gebruik worden gesteld. De bouw heeft aanzienlijke vertraging opgelopen. Inmiddels wordt de opening voor wegverkeer eind 2024 verwacht, en voor treinverkeer in 2027.